# Bryne Station
Bryne Station (Bryne stasjon) er en jernbanestation på Jærbanen, en del af Sørlandsbanen, der ligger i byen Bryne i Time kommune i Norge. Stationen består af to spor med en øperron imellem, som der er adgang til via trapper og rampe fra en gangtunnel under sporene. Desuden er der en stationsbygning med ventesal, kiosk og bagagebokse samt busstoppesteder for busser til og fra Lye og Hognestad.
Stationen åbnede sammen med Jærbanen 1. marts 1878. Oprindeligt hed den Thime, men den skiftede navn til Time omkring 1883 og til Bryne 1. februar 1921. Stationen blev fjernstyret 7. juli 1964.